# أيل جنوب الأنديز
أيل جنوب الأنديز (الاسم العلمي: Hippocamelus bisulcus) نوع من الأيائل مهددة بالانقراض متوطن في جبال الأنديز العالية والوديان الباردة في الأرجنتين وتشيلي.

## اقرأ كذلك
- قائمة مزدوجات الأصابع حسب العدد